# Kumpelnest 3000

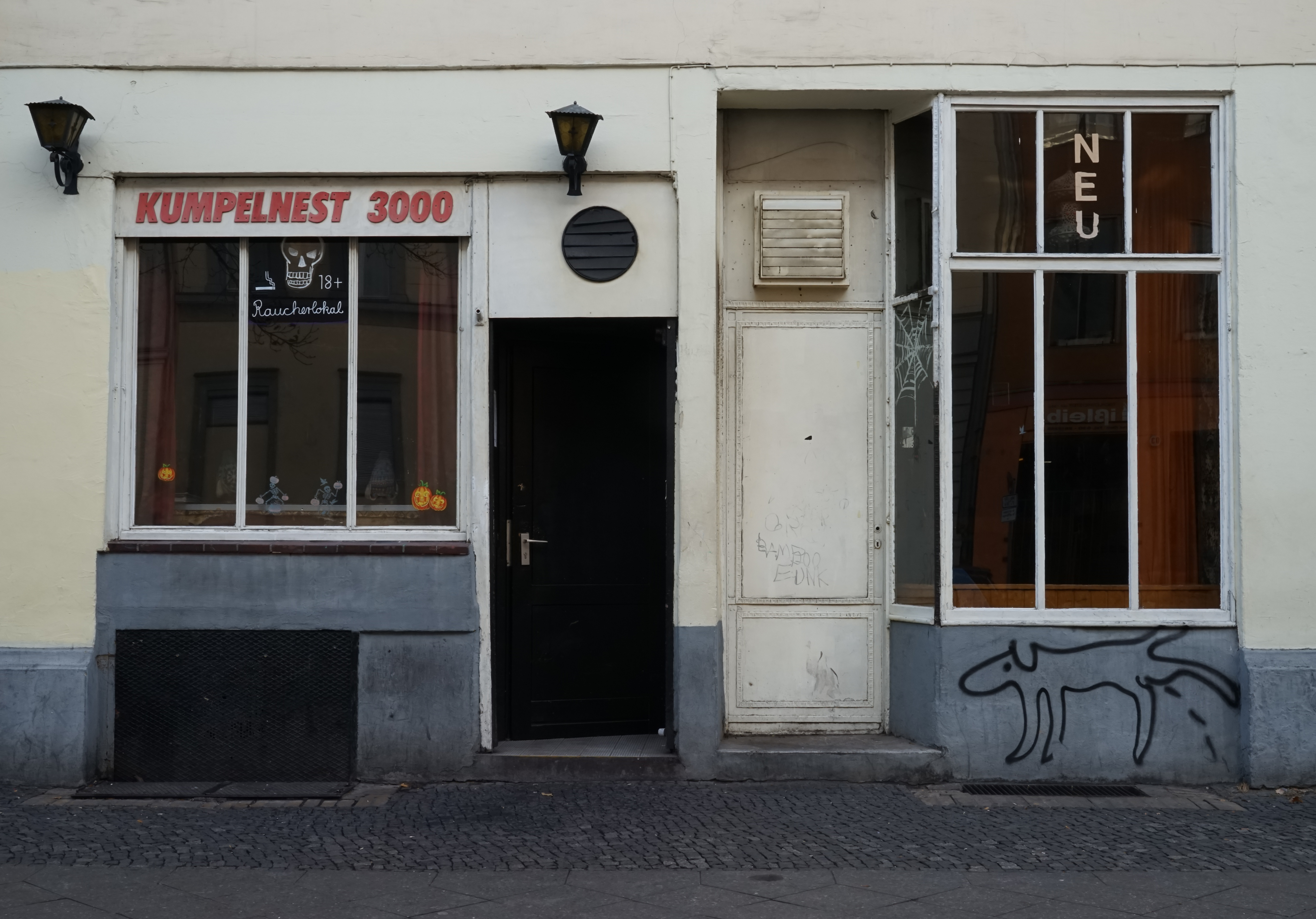
Das Kumpelnest 3000, 2014

Das Kumpelnest 3000 ist eine Berliner Kneipe im Ortsteil Tiergarten nahe der Grenze zu Schöneberg. Sie wurde 1987 als Kunstwerk eröffnet, war Treff- und Anlaufpunkt von Künstlern und Prominenten und hat bis heute einen Ruf als „das noch immer beste Absturzlokal Berlins“.

## Geschichte

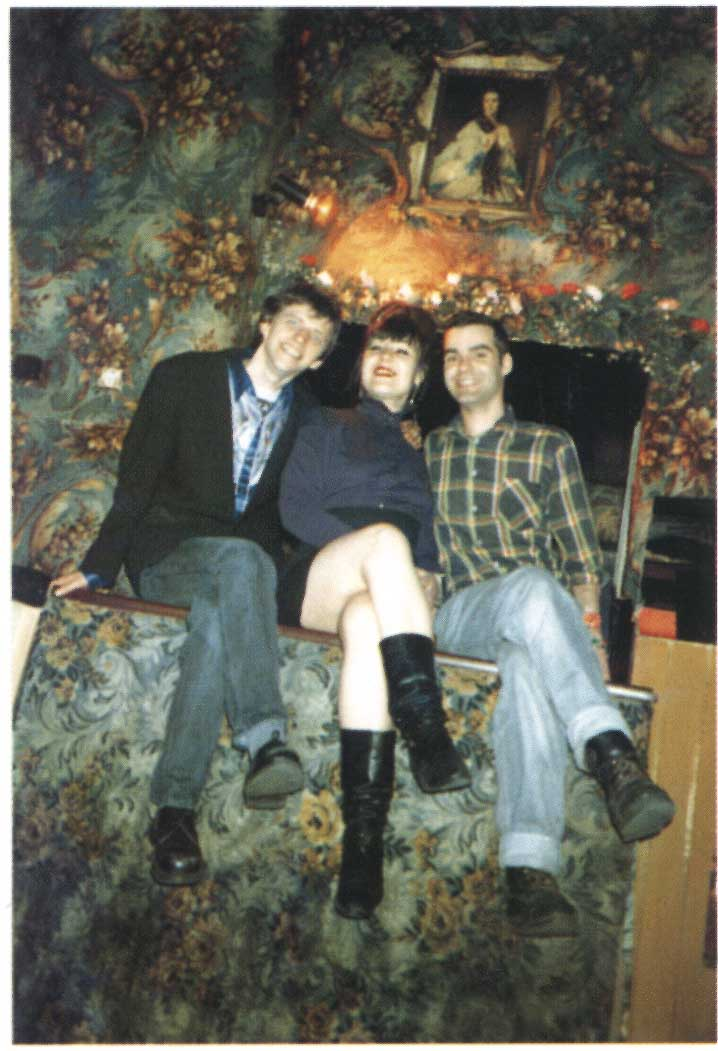
Das „offizielle Auflösungsfoto“ der Tödlichen Doris aufgenommen 1987 im Kumpelnest 3000

Das Kumpelnest 3000 wurde am 1. Mai 1987 von Mark Ernestus, Meisterschüler u. a. unter Wolfgang Ramsbott, als Abschlussarbeit an der damaligen Hochschule der Künste eröffnet. Die Idee war die eines Readymade-Lokals: Ernestus übernahm das Bordell Club Maitresse in der Lützowstraße 23 und eröffnete es ohne größere Umbauten inmitten der schweren Unruhen des 1. Mai 1987 als Kumpelnest 3000. Der Name geht zurück auf den Frankokanadier David Steeves, der zwei Betrunkene Arm in Arm aus einer Erotik-Bar kommen sah und fragte, ob sich dort wohl ein Kumpelnest befände.
Obwohl sich das Publikum neben zahlreichen schwul-lesbischen Gästen auch aus der Berliner Punk- und Postpunk-Subkultur speiste, reichte das musikalische Programm von Schlager bis Industrial. Ernestus sagte dazu: „Es war völlig egal, was gespielt wurde. Wichtig war, dass es egal war“. Viele Gäste stammten aus dem erweiterten Umfeld der Kunstband Die Tödliche Doris, die 1987 hier auch ihre Auflösung feierte. Darüber hinaus wurde die Kneipe zum Treffpunkt einer größeren Gruppe von Gehörlosen. Auch zahllose prominente Gäste verkehrten hier, so Kate Moss, Jean Baudrillard, Gitte, Alfred Biolek, Heiner Müller, Anne Will, Tom Kummer, Harald Fricke oder Patrick Lindner. Inmitten des Betriebs veranstaltete Karl Lagerfeld ein Photoshooting mit Claudia Schiffer.
Ernestus gründete aus den Erlösen des Kumpelnest 3000 1989 den Plattenladen Hard Wax und wurde später ein Teil des legendären Techno-Duos Basic Channel. Das Kumpelnest wurde 1999 von Kai Kämmerer übernommen, blieb aber im Wesentlichen unverändert bis in die Gegenwart in Betrieb.